# Estació del Prat de Llobregat

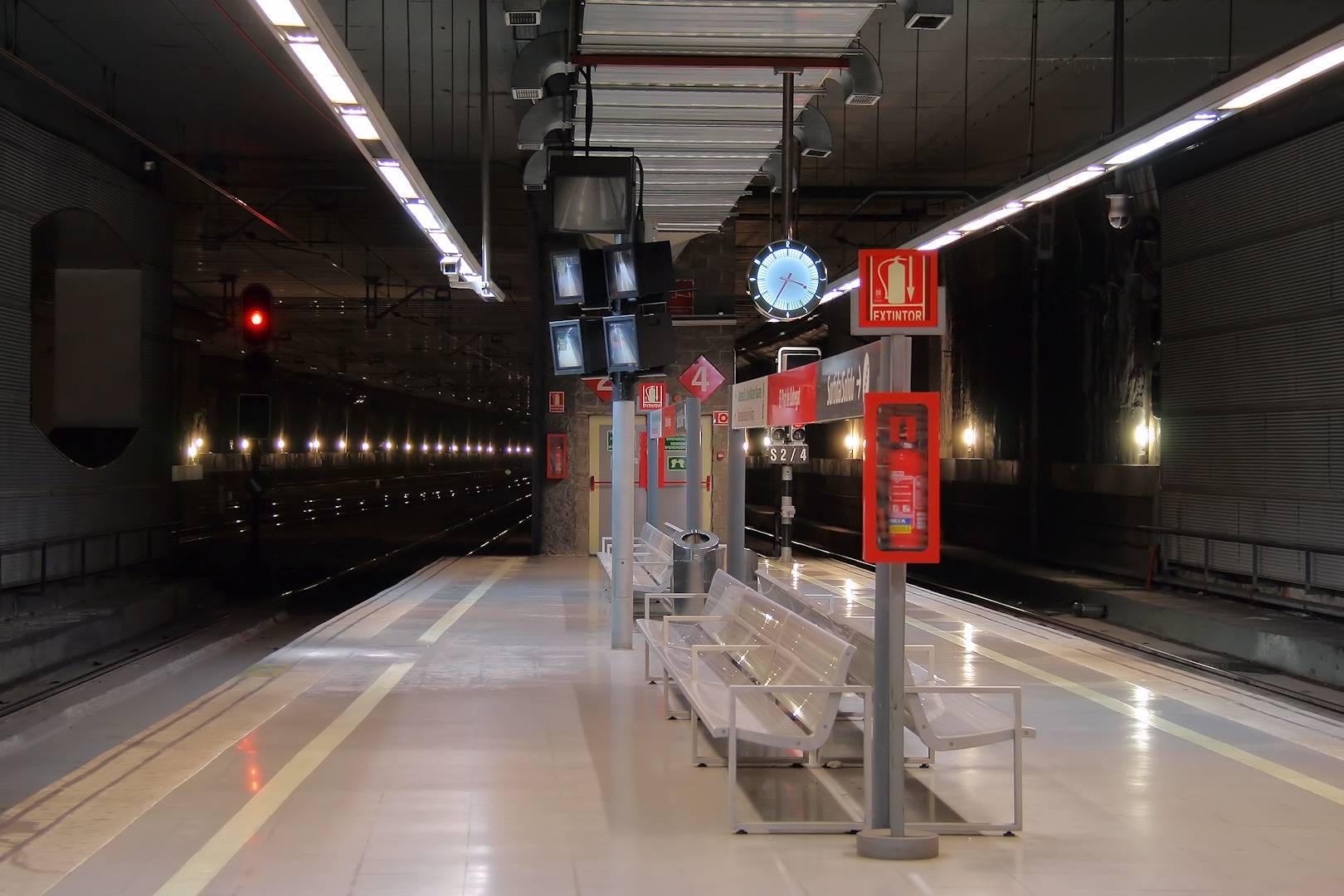
Andana de l'estació de Rodalies

El Prat de Llobregat o El Prat Estació, també conegut als projectes constructius com a Centre Intermodal del Baix Llobregat, és una intercanviador de ferrocarril, i futur centre intermodal, que se situa a la població del Prat de Llobregat, a la comarca del Baix Llobregat.
Actualment consta de l'estació de Rodalies de Barcelona-Vilanova-Valls per on circulen trens de les línies R2, R2 Nord i R2 Sud, operades per Renfe Operadora. Pel que fa al metro de Barcelona hi té parada la línia 9 Sud.
Es convertirà en el principal nus de comunicacions del Baix Llobregat, ja que serà un centre intermodal de ferrocarril de serveis de rodalia, alta velocitat i metro, i també autobús. L'11 de maig del 2010, el Departament de Política Territorial i Obres Públiques (DPTOP) de la Generalitat de Catalunya va licitar la construcció del Centre Intermodal del Baix Llobregat, edifici en el que es podrà intercanviar entre els diferents serveis.
L'estació d'ADIF va registrar l'entrada de 1.420.000 passatgers l'any 2016.

## Serveis ferroviaris
| Procedència/Destinació                      | <          | Línia   | >                     | Procedència/Destinació       |
| ------------------------------------------- | ---------- | ------- | --------------------- | ---------------------------- |
| Rodalia de Barcelona                        |            |         |                       |                              |
| Castelldefels                               | Viladecans |         | Bellvitge             | Granollers Centre            |
| Sant Vicenç de Calders Vilanova i la Geltrú | Viladecans |         | Bellvitge             | Estació de França            |
| Aeroport                                    | Aeroport   |         | Bellvitge             | Sant Celoni Maçanet-Massanes |
| Metro de Barcelona                          |            |         |                       |                              |
| Aeroport T1                                 | Cèntric    |         | Les Moreres           | Zona Universitària           |
| Projectat                                   |            |         |                       |                              |
| terminal                                    | terminal   |         | Hospital de Bellvitge | Fondo                        |
| Aeroport T1                                 | Cèntric    |         | La Ribera             | Badalona Pompeu Fabra        |
| Aeroport T1                                 | Cèntric    | Can Zam | La Ribera             |                              |
| Font recorregut: PDI 2009-2018.             |            |         |                       |                              |

Aquest recorregut de la R2 és provisional fruit de les obres a Sant Andreu Comtal, per veure quins són els canvis que hi ha hagut vegeu R2 i R10.

## Història
Consta que al segle xx es van fer obres a la línia per duplicar les vies. L'antiga estació va entrar en servei l'any 1881 quan es va obrir el tram entre les Hortes de Sant Beltran al costat de les Drassanes de Barcelona i Vilanova i la Geltrú. Posteriorment l'any 1887 amb la unificació de la línia amb la línia de Vilafranca, els trens van deixar de passar per la carretera del Morrot, per passar per l'actual traçat per Bellvitge.
L'estació de ferrocarril de la línia de Vilanova es va soterrar, acabant les obres l'any 2007, amb la construcció de la línia d'alta velocitat Madrid - Barcelona - Frontera Francesa. La línia 9 de metro es posà en funcionament el 12 de febrer de 2016 tot i que la previsió inicial era obrir l'estació l'any 2007.

## Línia
- Línia 200 (Madrid - El Prat de Llobregat - Barcelona)
- Línia 254 (Aeroport - El Prat de Llobregat)